# Menhir de Bustitza
Le menhir de Bustitza, connu également sous le nom de Bustitzako zutarria, est un mégalithe datant du Néolithique ou de l'Âge du bronze situé au col de Bustitza (932 mètres d'altitude), à proximité du Mendaur, en Navarre.
Il mesure environ 2 m de hauteur.
Les villages les plus proches sont Arantza au nord, Aurtitz au sud, et Sunbilla à l'est.

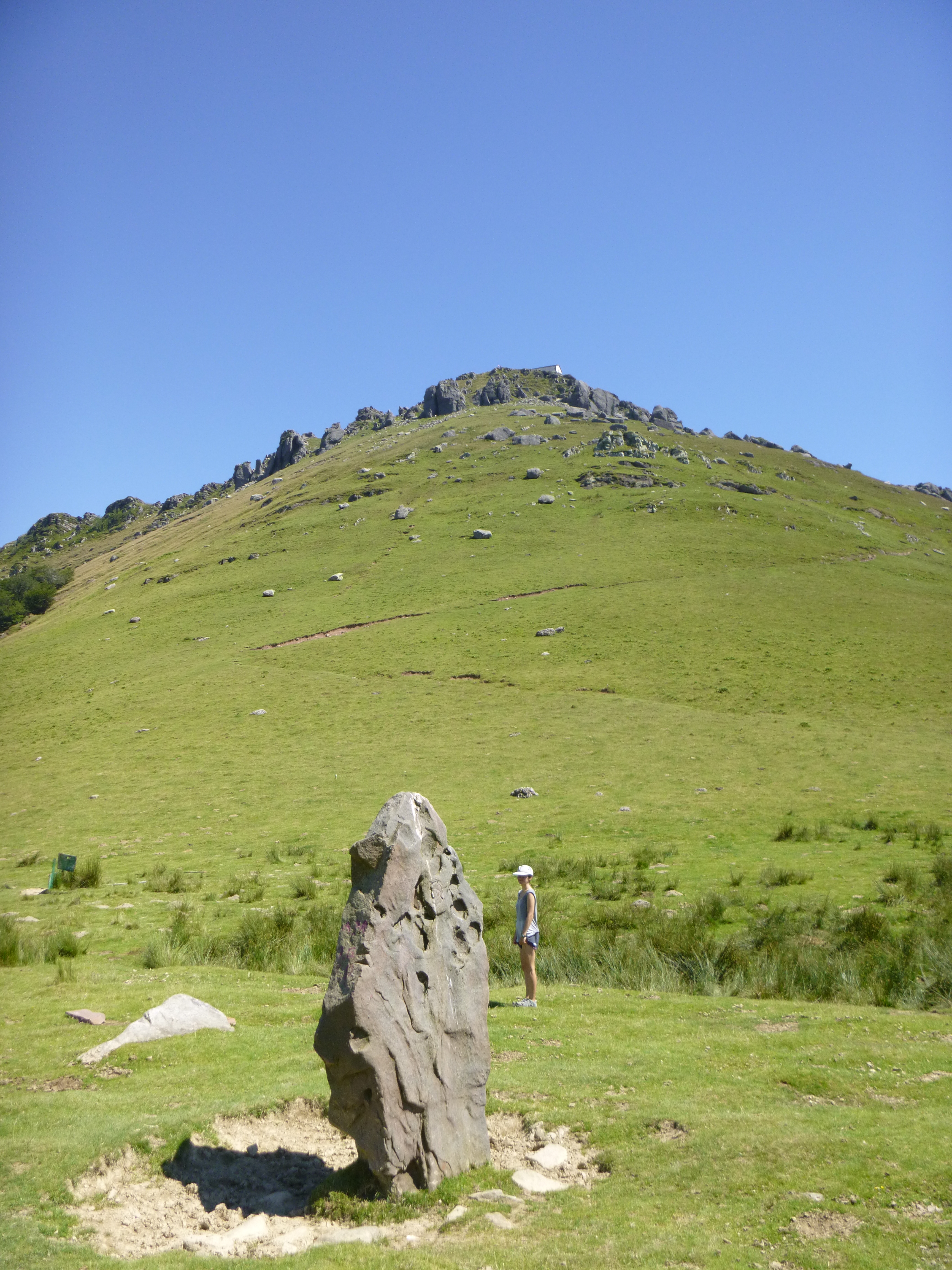
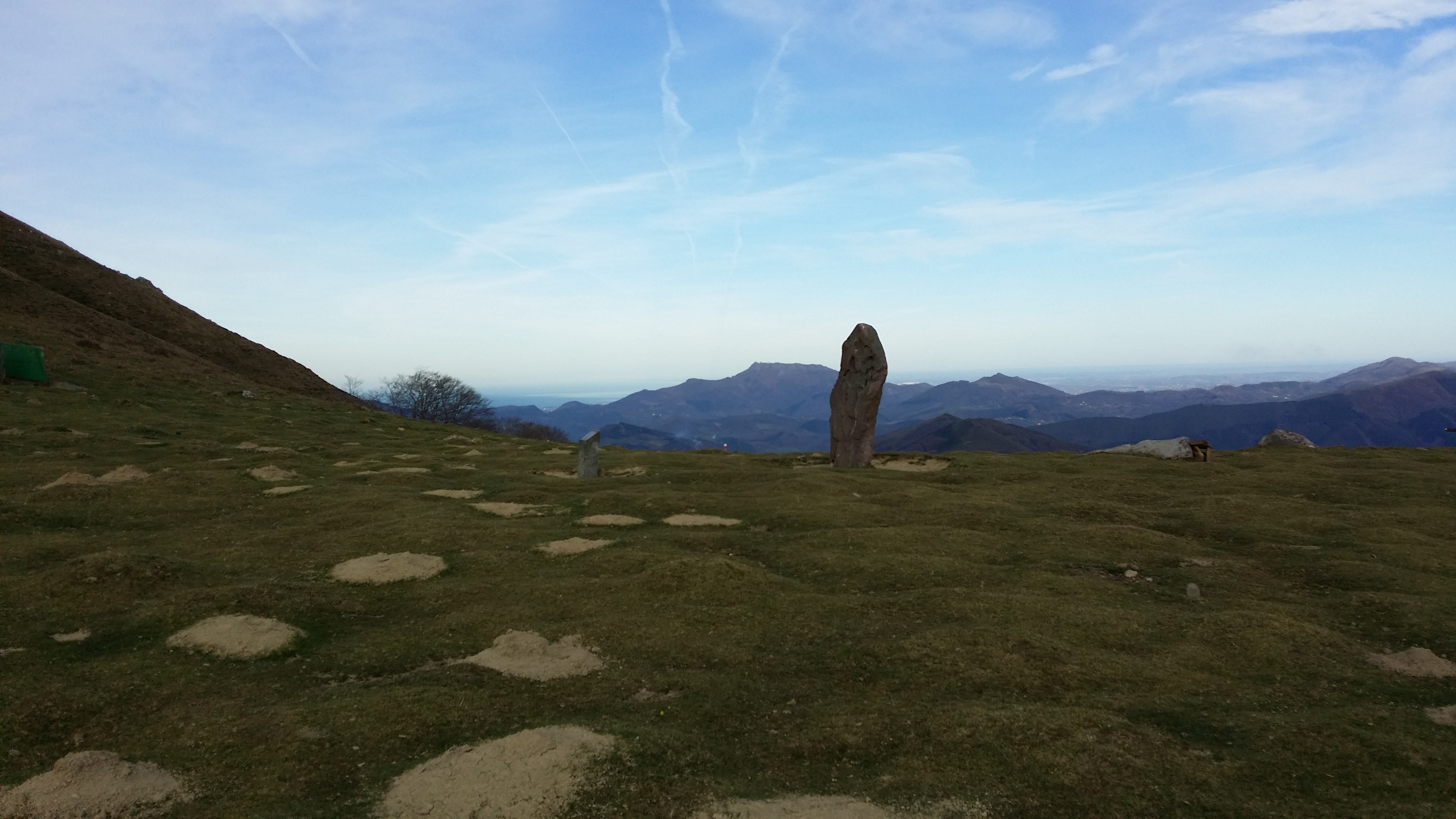